# Планинска чинка
Планинската чинка (Fringilla montifringilla) е птица от семейство Чинкови (Fringillidae), род Чинки (Fringilla).

## Общи сведения
Планинската чинка се характеризира с полов и сезонен диморфизъм. През зимата мъжките имат пъстро черно-кафяво оперение на главата, което изсветлява по бузите, тъмнокафяв гръб на черни петна, ръждиво-кафяви гърло и гърди, бял корем. На крилата има две успоредни бели ивици, с черна ивица по средата. Женските и младите планински чинки приличат по оперение на мъжките през зимата, но са малко по-светли и със сиво-кафяви бузи. Лятно време мъжките имат черни петънца в долната част на корема и черна глава. Дължина на тялото – 15 cm.

## Разпространение
Планинските чинки се срещат на територията на целия Балкански полуостров, където зимуват. Предпочитат открити пространства, като често съжителстват с ята от обикновени чинки.